# Ashley (Indiana)
Ashley és una població dels Estats Units a l'estat d'Indiana. Segons el cens del 2000 tenia 1.010 habitants.

## Demografia
Segons el cens del 2000, Ashley tenia 1.010 habitants, 409 habitatges, i 254 famílies. La densitat de població era de 481,4 habitants per km².
Dels 409 habitatges en un 37,4% hi vivien nens de menys de 18 anys, en un 47,2% hi vivien parelles casades, en un 11% dones solteres, i en un 37,7% no eren unitats familiars. En el 31,8% dels habitatges hi vivien persones soles l'11% de les quals corresponia a persones de 65 anys o més que vivien soles. El nombre mitjà de persones vivint en cada habitatge era de 2,47 i el nombre mitjà de persones que vivien en cada família era de 3,14.
Per edats la població es repartia de la següent manera: un 30,5% tenia menys de 18 anys, un 9,6% entre 18 i 24, un 33,5% entre 25 i 44, un 16,6% de 45 a 60 i un 9,8% 65 anys o més.
L'edat mediana era de 30 anys. Per cada 100 dones de 18 o més anys hi havia 95 homes.
La renda mediana per habitatge era de 35.893 $ i la renda mediana per família de 42.841 $. Els homes tenien una renda mediana de 32.833 $ mentre que les dones 23.208 $. La renda per capita de la població era de 14.922 $. Entorn del 10,2% de les famílies i el 12,8% de la població estaven per davall del llindar de pobresa.

## Poblacions més properes
El següent diagrama mostra les poblacions més properes.